# میکولا ماکینیا
میکولا ماکینیا (اوکراینی: Микола Борисович Махиня؛ ۳۰ نوامبر ۱۹۱۲ – ۱۵ مارس ۱۹۹۰) بازیکن فوتبال اهل امپراتوری روسیه بود.
از باشگاه‌هایی که در آن بازی کرده‌است می‌توان به باشگاه فوتبال دینامو مسکو اشاره کرد.